# Gabber (nummer)
Gabber is een nummer van de Nederlandse zanger Tino Martin en rapper Lil’ Kleine. Het nummer kwam binnen op de 22e plek in de Nederlandse Single Top 100. De videoclip van het nummer werd in de nacht in het centrum van Amsterdam opgenomen.

## Hitnoteringen

### NederlandseSingle Top 100
| Hitnotering: 25-09-2021 tot heden | Hitnotering: 25-09-2021 tot heden | Hitnotering: 25-09-2021 tot heden | Hitnotering: 25-09-2021 tot heden | Hitnotering: 25-09-2021 tot heden |
| Week:                             | 1                                 | 2                                 | 3                                 | 4                                 |
| --------------------------------- | --------------------------------- | --------------------------------- | --------------------------------- | --------------------------------- |
| Positie:                          | 22                                | 40                                | 64                                | 92                                |